# Tariq Ibn Ziyad (ferry)
Pour les articles homonymes, voir Tariq Ibn Ziyad (homonymie).
Le Tariq Ibn Ziyad est un ferry algérien de la compagnie maritime Algérie Ferries. Mis en service en 1995 sur les lignes entre l'Algérie, la France et l'Espagne.

## Histoire
Dans la nuit du 11 au 12 novembre 2017, un incendie s'est déclaré à bord, aux alentours de 2 heures, le feu s'est déclaré dans un véhicule au garage, quand le ferry était au large des Baléares, mais a été rapidement maitrisé et il n'y a pas eu de blessés parmi les 472 personnes présentes dans le bateau. Le Tariq Ibn Ziyad est dérouté vers l'île de Majorque et les passagers rapatriés par El Djazaïr II vers le port d'Oran.
En mai 2021, le ferry subit une opération de maintenance au chantier naval de Béjaïa « en raison de défaillances techniques et de l'expiration des certificats internationaux relatifs aux normes de sécurité », le 30 juin 2022, il est mis en service.
Le 14 novembre 2022, le ferry est immobilisé au port d'Alicante en Espagne par les autorités Espagnoles.Au départ on parle du non respect des conditions d'hygiène. Plus tard nous apprenons que le navire était dans un état lamentable et que pas moins de 18 déficiences dont 6 relevant de la sécurité ont été trouvées. Il est libéré le 2 décembre 2022 et prend la mer pour Oran. Depuis il y est amarré sans qu'aucun programme de maintenance n'ait été programmé.

## Caractéristiques
Le ferry mesure 153,26 mètres de longueur pour 25,2 mètres de largeur. Le navire a une capacité de 1 276 passagers et est pourvu d'un garage pouvant contenir 500 véhicules sur deux niveaux, le garage était accessible par deux portes rampes, une à la proue et une à la poupe. La propulsion du Tariq Ibn Ziyad est assurée par 2 moteurs Wärtsilä Diesel/Bermeo de type VASA 12 V 46 B 11 100 kW à 500 tr/min et 4 moteurs auxiliaires de type VASA 8 R 22HF-D 1 300 kW à 1 000 tr/min pour une puissance de 2 × 11 000 kW faisant filer le navire à une vitesse de 21 nœuds. Le navire disposait de 10 embarcations de sauvetage ouvertes, six de taille moyenne et quatre de petites taille.
Le Tariq Ibn Ziyad dispose d'un équipage de 120 membres qui s'occupent des machines et des services aux voyageurs.

## Aménagements

### Cabines
Le Tariq Ibn Ziyad possède 500 cabines situées sur les ponts 5, 7, 9. Elles sont privatives et pourvues de salles de bains.

## Lignes desservies
Au début des années 1990 le Tariq ibn Ziyad est affecté sur les lignes (Marseille) - (Alger) jusqu’en 2009 où l’Ariadne affecté par Algerie Ferry. Le Tariq Ibn Ziyad est affecté en haute saison sur (Alicante)-(Oran)et en basse saison il navigue sur les lignes (Marseille)- (Alger) mais aussi sur les lignes ( Barcelone ) - (Mostaganem) et enfin sur les lignes (Marseille)-(Bejeia). En mars 2020 les gouvernements français, espagnol et algérien décident de fermer les frontières. Le Tariq Ibn Ziyad reprend du service à partir du 14 juin 2022 sois 2 ans après la fermeture des frontières. Pour l’été 2022 il est affecté sur les lignes (Alicante)-(Oran) et 
(Marseille)-(Oran).